# The Peace!
«The Peace!» (ザ☆ピース! Za Pīsu!) es el duodécimo sencillo de la banda japonesa Morning Musume, realizado el 25 de julio del 2001.
Vendió un total de 682,320 copias y alcanzó el número uno en las listas de Oricon.
Esta canción es una de las favoritas de la exintegrante de Morning Musume Ishikawa Rika, la parte de la canción donde dice un monólogo se convirtió en uno de sus momentos favoritos dentro del grupo.
"The Peace!" clasificó en el lugar #20 de los sencillos del 2001

## Canciones del Sencillo
1. The Peace!
2. Dekkai Uchuu ni Ai ga Aru (でっかい宇宙に愛がある; There's Love in This Great Big World)
3. The Peace! (Instrumental)
4. Dekkai Uchuu ni Ai ga Aru (Instrumental)

## Miembros Destacados
- 1.ª Generación: Natsumi Abe, Kaori Iida
- 2.ª Generación: Mari Yaguchi, Kei Yasuda
- 3.ª Generación: Maki Goto
- 4.ª Generación: Nozomi Tsuji, Ai Kago, Rika Ishikawa, Hitomi Yoshisawa

## Créditos y Personal
1. The Peace!
  - Letras, Composición y Coros: Tsunku
  - Arreglos: DANCE☆MAN y Kawamatsu Hisayoshi
  - Vocales:
    - Abe Natsumi, Maki Goto y Rika Ishikawa (Voces Principales)
    - Hitomi Yoshisawa, Mari Yaguchi, Kaori Iida y Kei Yasuda (Voces Centrales)
    - Ai Kago y Nozomi Tsuji (Voces Menores)
2. Dekkai Uchuu ni Ai ga Aru
  - Letras y Composición: Tsunku
  - Arreglos y Guitarra: Suzuki Shunsuke
  - Tambores: Sano Yasuo
  - Bajo: Komatsu Hideyuki
  - Piano: Nakanishi Yasuharu
  - Órgano Hammond: Kawai Daisuke
  - Percusiones: Saito Nobu

## Posiciones en Oricon y ventas
| Lun | Mar | Mie | Jue | Vie | Sab | Dom | Puesto Semanal | Ventas  |
| --- | --- | --- | --- | --- | --- | --- | -------------- | ------- |
| -   | 1   | 1   | 1   | 3   | 3   | 2   | 1              | 310,080 |
| 2   | 6   | 5   | 5   | 3   | 3   | 3   | 4              | 74,370  |
| 3   | 6   | 7   | 5   | 4   | 4   | 3   | 5              | 51,110  |
| 3   | 4   | 3   | 3   | 3   | 4   | 2   | 3              | 53,470  |
| 1   | 7   | 8   | 8   | 7   | 6   | 6   | 8              | 41,450  |
| 6   | 12  | 12  | 12  | 11  | 8   | 8   | 10             | 32,330  |
| 9   | 19  | 16  | 16  | 14  | 13  | 11  | 15             | 18,130  |
| 15  | 19  | 18  | -   | 17  | 13  | 11  | 16             | 15,190  |
| 19  | -   | -   | -   | -   | 15  | 12  | 22             | 9,870   |
| 13  | 19  | -   | -   | -   | 15  | 13  | 21             | 10,090  |
| 20  | -   | -   | -   | 18  | 14  | 18  | 25             | 6,880   |
| 11  | 16  | -   | -   | -   | 12  | 11  | 24             | 7,550   |
| 14  | -   | -   | -   | -   | 18  | 18  | 21             | 8,590   |
| -   | -   | -   | -   | -   | -   | -   | 33             | 6,670   |
| -   | -   | -   | -   | -   | -   | -   | 41             | 5,800   |
| -   | -   | -   | -   | -   | -   | -   | 53             | 3,890   |
| -   | -   | -   | -   | -   | -   | -   | 61             | 3,290   |
| -   | -   | -   | -   | -   | -   | -   | 78             | 3,350   |
| -   | -   | -   | -   | -   | -   | -   | 51             | 9,260   |
| -   | -   | -   | -   | -   | -   | -   | 39             | 4,430   |
| -   | -   | -   | -   | -   | -   | -   | 45             | 3,790   |
| -   | -   | -   | -   | -   | -   | -   | 94             | 2,000   |

Ventas Totales: 682,320